# Liste römisch-katholischer Kirchen in Deutschland

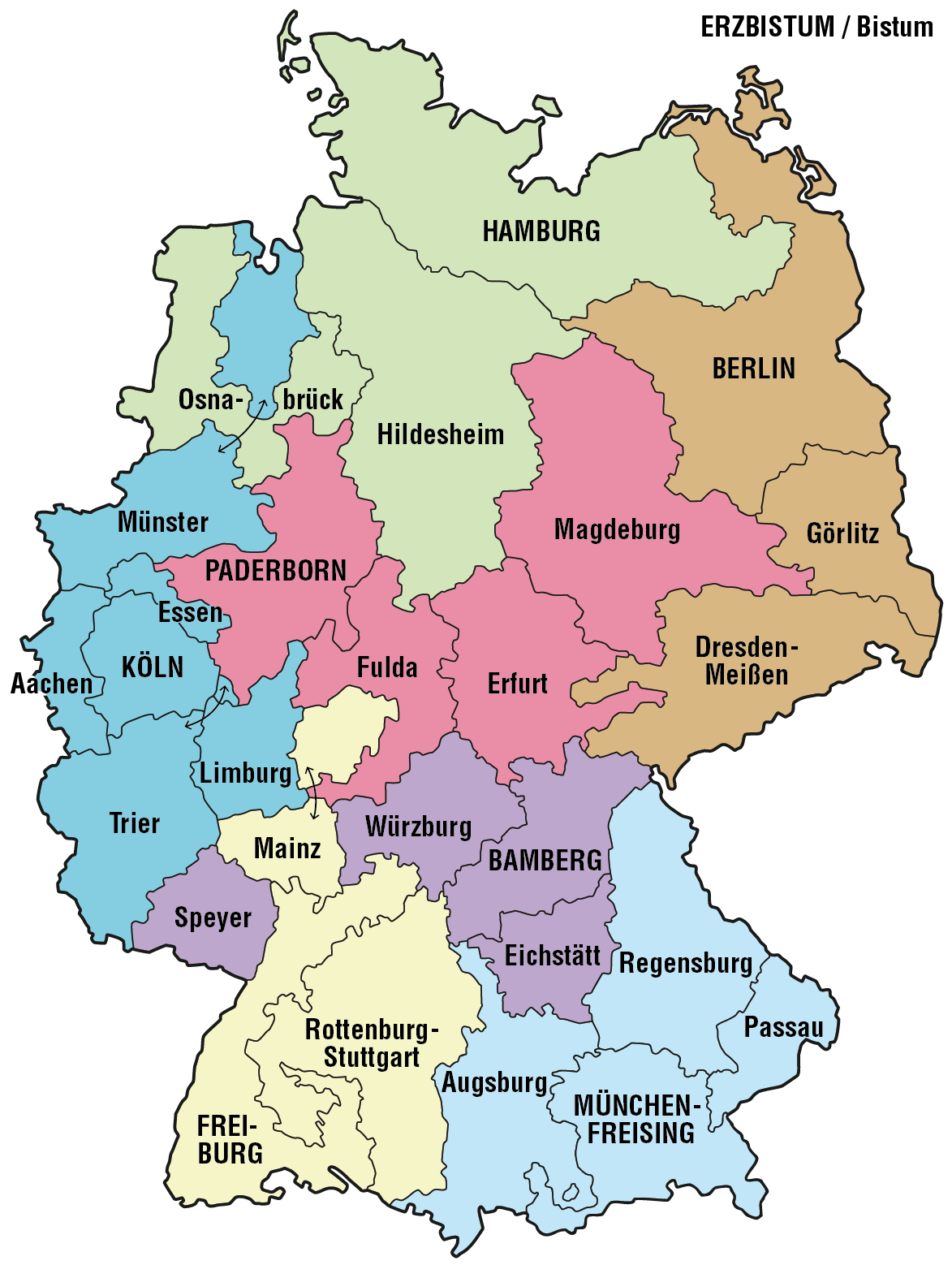
Diözesen in Deutschland

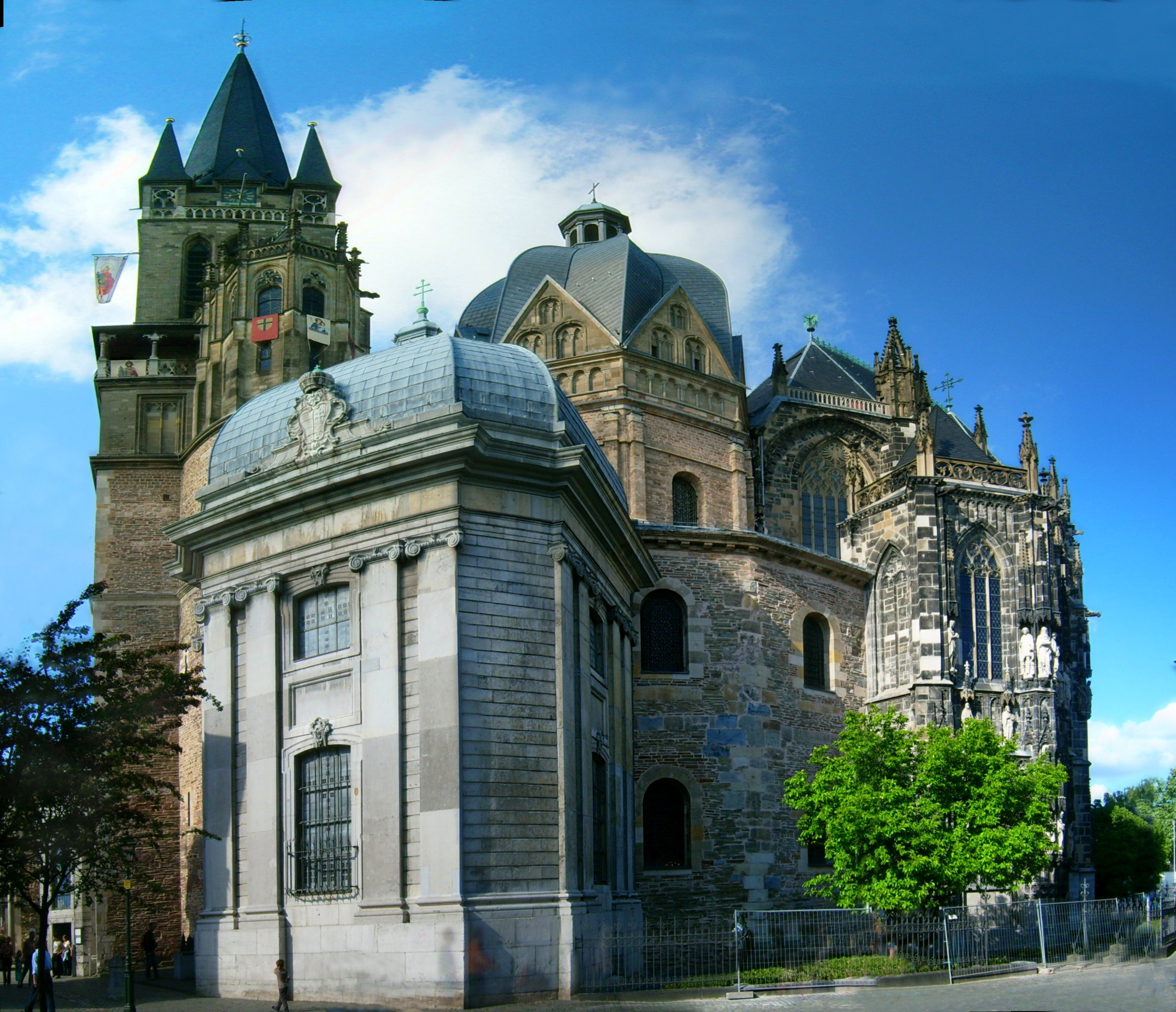
Aachener Dom.

Die Liste römisch-katholischer Kirchen in Deutschland zur Auflistung von bestehenden und profanierten Kirchenbauten ist nach den 27 Diözesen gegliedert.
Mit Stand 2018 unterhielten die Bistümer und ihre Gemeinden fast 22.200 Kirchen und Kapellen – Hauskapellen nicht eingerechnet. Im Zeitraum zwischen 2000 und 2018 wurden 538 Gotteshäuser profaniert, hiervon wurden 160 abgerissen und 142 verkauft. Dem standen 49 Neubauten gegenüber.

## Liste
| Diözese                        | Bestehende Kirchen | Aufgebene Kirchen |
| ------------------------------ | ------------------ | ----------------- |
| Bistum Aachen                  | Liste              | Liste             |
| Bistum Augsburg                |                    | Liste             |
| Erzbistum Bamberg              |                    | Liste             |
| Erzbistum Berlin               | Liste              | Liste             |
| Bistum Dresden-Meißen          | Liste              | Liste             |
| Bistum Eichstätt               |                    | Liste             |
| Bistum Erfurt                  | Liste              | Liste             |
| Bistum Essen                   | Liste              | Liste             |
| Erzbistum Freiburg             |                    | Liste             |
| Bistum Fulda                   | Liste              | Liste             |
| Bistum Görlitz                 | Liste              | Liste             |
| Erzbistum Hamburg              | Liste              | Liste             |
| Bistum Hildesheim              | Liste              | Liste             |
| Erzbistum Köln                 |                    | Liste             |
| Bistum Limburg                 |                    | Liste             |
| Bistum Magdeburg               |                    | Liste             |
| Bistum Mainz                   | Liste              | Liste             |
| Erzbistum München und Freising | Liste              | Liste             |
| Bistum Münster                 | Liste              | Liste             |
| Bistum Osnabrück               | Liste              | Liste             |
| Erzbistum Paderborn            | Liste              | Liste             |
| Bistum Passau                  | Liste              | Liste             |
| Bistum Regensburg              | Liste              | Liste             |
| Diözese Rottenburg-Stuttgart   |                    | Liste             |
| Bistum Speyer                  |                    | Liste             |
| Bistum Trier                   | Liste              | Liste             |
| Bistum Würzburg                |                    | Liste             |